# Milford Sound
El Milford Sound (en maori, Piopiotahi) és un fiord format durant les glaciacions a Nova Zelanda, en la regió de Southland. És un dels llocs turístics més visitats del país.

## Geografia

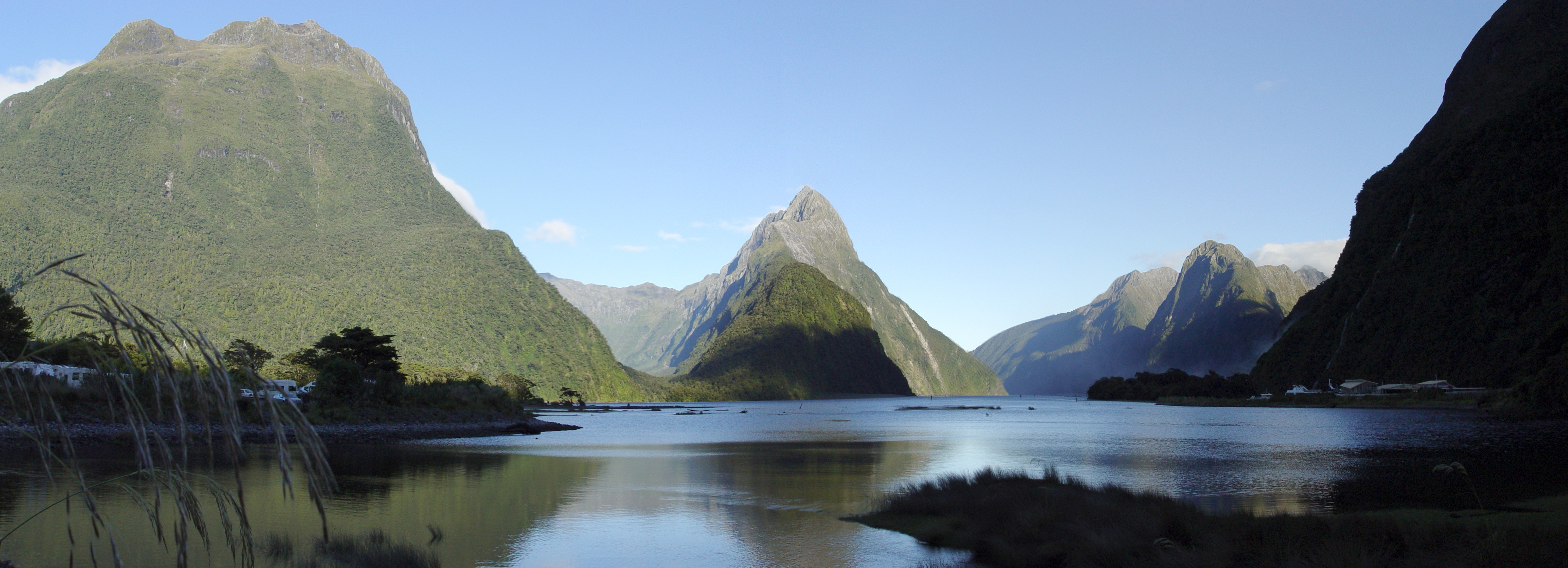
Vista panoràmica del Milford Sound des del fons del fiord. El Pic Mitre és visible al centre.

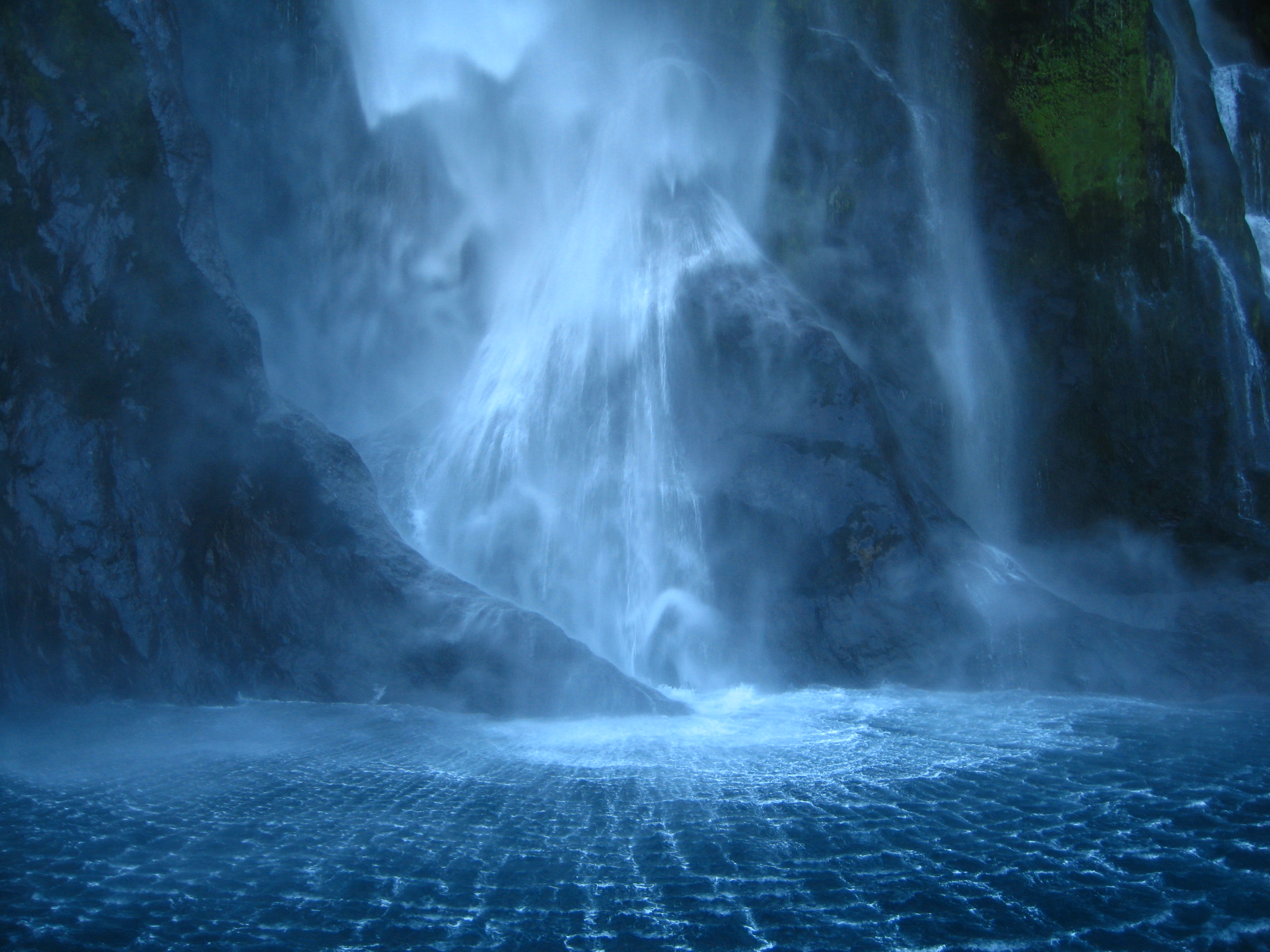
Cascades Stirling.

El Milford Sound és situat al Sud-oest de l'illa del Sud de Nova Zelanda, a la costa oest, al litoral del mar de Tasmània. Forma part del Parc nacional de Fiordland i, junt amb altres parcs neozelandesos de la regió Te Wahipounamu, es troba dintre del Patrimoni de la Humanitat de la UNESCO. El fiord s'endinsa una quinzena de quilòmetres fins a la desembocadura del riu Cleddau.
Les muntanyes que l'emmarquen assoleixen alçades de fins 1.692 metres (Pic Mitre). Altres cims destacats són l'Elefant i el Lleó, amb 1.517 i 1.302 metres respectivament. La profunditat màxima de les aigües al fiord supera els 400 metres.
Les vessants són cobertes d'un bosc primari pluvial i les aigües del fiord són poblades de diferents cetacis, foques, dofins i pingüins.

## Història

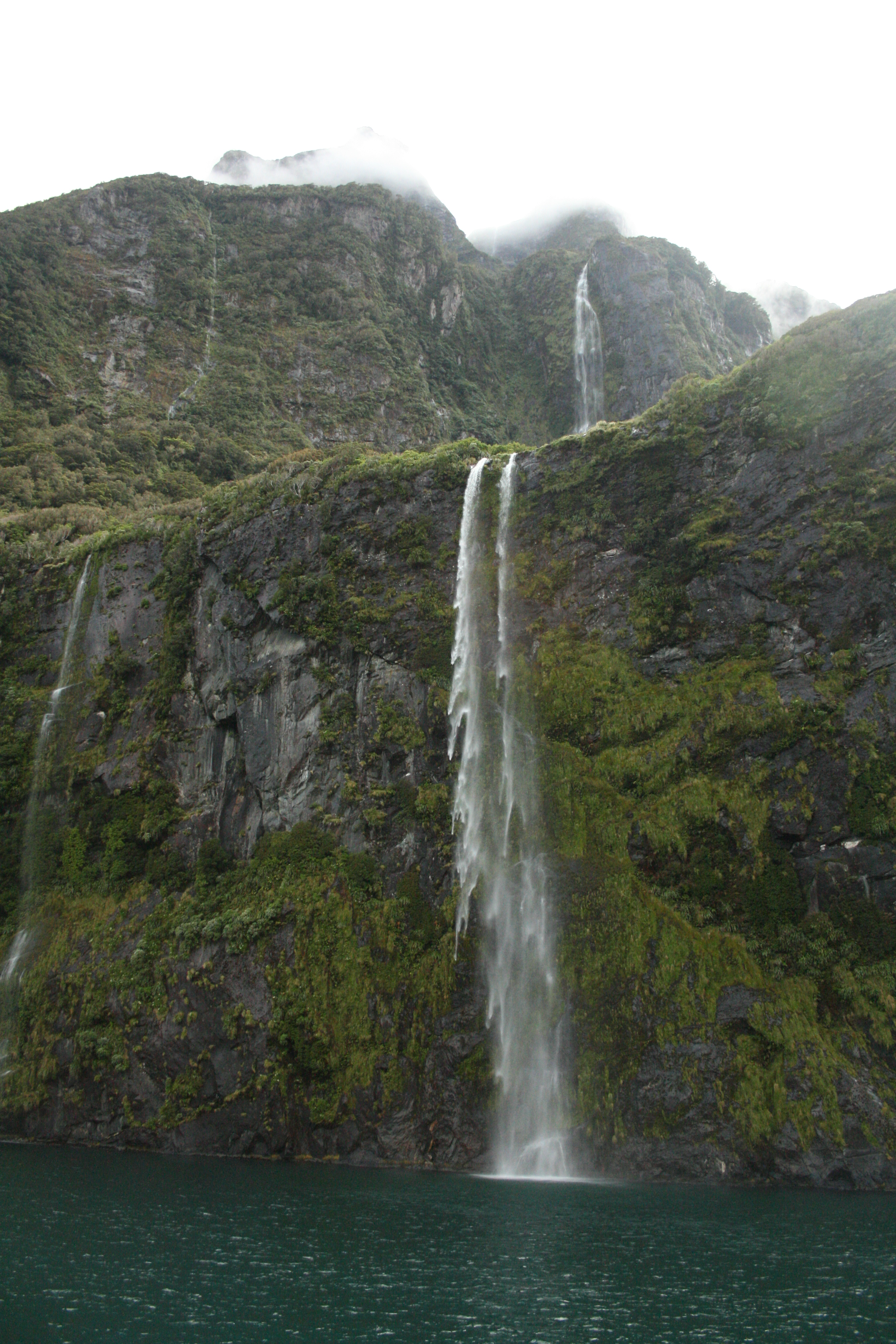
Parets i cascades vistes des del Milford Sound.

Els maoris, qui vivien la regió des de l'any 1000 aproximadament, van travessar el Milford Sound per tal de guanyar la badia d'Anita. Van batejar-lo amb el nom Piopiotahi, en referència a una llegenda protagonitzada en aquest paratge per un ocell piopio (Turnagra capensis).
El primer europeu en descobrir el Milford Sound va ser el navegant britànic James Cook, qui l'11 de novembre de 1770 viatjava a bord del Endeavour i va descriure un paisatge rocós accidentat, amb cims nevats. Fins i tot, el botànic Joseph Banks va tenir la oportunitat de baixar a terra per recol·lectar alguns espècimens vegetals.
Des de finals del segle xviii, els caçadors de foques s'estableixen a la regió dels fiords, exterminant aquests animals als anys 1820. Fou un d'aquests caçadors gal·lesos, John Grono, qui va batejar el Piopiotahi amb el seu nom occidental, en honor a un port natural del País de Gal·les, el Milford Haven, prop d'on era nat. Més tard, el capità John Lort Stokes, seria qui li va donar el seu nom actual.
L'any 1877, Donald Sutherland va ser el primer europeu en instal·lar-se als marges del Milford Sound seguint la quimera de l'or. En una de les seves expedicions mineres, va descobrir les cascades que porten des del seu nom, les cascades Sutherland. El pioner, acompanyat de tres ajudants, fou l'encarregat l'any 1888 de traçar una pista des del fiord fins a la caiguda d'aigua. Posteriorment, el camí va ser prolongat en direcció sud, fins al gran llac Te Anau. Aquesta via transita pel pas del mont Mackinnon i és coneguda des de llavors amb el nom de Milford Track.

## Turisme
Atrets pels paisatges que ofereix el fiord, els turistes han reemplaçat els pioners, situant aquest indret en un dels primers punts turístics de Nova Zelanda per nombre de visitants. El Milford Sound rep aproximadament 550 000 turistes per any, malgrat els difícils accessos i les 4 hores de viatge des de les diferents poblacions de l'illa del Sud. El paratge es troba connectat a la resta del país per la carretera número 94. També s'hi pot arribar a peu per la Milford Track o en avioneta, car hi ha un aeròdrom.
Aquests turistes gaudeixen dels paisatges, les excursions en vaixell o remant en canoa i fent senderisme. Els visitants acostumen a estar-s'hi menys d'un dia, per la qual cosa els serveis als turistes són relativament poc nombrosos. També s'hi pot visitar un observatori submarí, que permet mostrar al públic la fauna i la flora submarina del fiord, sobretot els esculls de coralls negres, molt nombrosos.
En 2011, Milford Sound va ser un dels 28 finalistes de la votació popular per triar les Set meravelles naturals del món, tot i que no va resultar una de les 7 escollides.
A més, el fiord ha estat escenari del rodatge de la pel·lícula estatunidenca Alien: Covenant (Ridley Scott, 2017).

Panorama.